# Löftadalens pastorat
Löftadalens pastorat är ett pastorat i Kungsbacka kontrakt i Göteborgs stift i Kungsbacka kommun i Hallands län. 
Pastoratet bildades 2014 genom sammanläggning av pastoraten:
- Ölmevalla pastorat
- Frillesås pastorat

Pastoratet består av följande församlingar:
- Ölmevalla församling
- Landa församling
- Frillesås församling
- Gällinge församling
- Idala församling

Pastoratskod är 081310